# Eduard Bachmann
Pour les articles homonymes, voir Bachmann.
Eduard Bachmann (Prague, 22 septembre 1831; Carlsbad, 18 avril 1880) est un hautboïste, chanteur d'opéra (ténor) autrichien.

## Biographie
Eduard Bachmann a été élève du conservatoire de Prague, où il a étudié le hautbois avec le professeur Bauer. Comme hautboïste, il a entrepris en 1849 une tournée de concerts à travers l'Allemagne avec le directeur musical Joseph Labitzky. Il a été engagé par l'orchestre du théâtre de Presbourg (1850-1851), puis il est allé à Dresde, où il a été engagé dans l'orchestre du régiment de Saxe. En 1853, il est devenu membre de l'orchestre de Johann Strauss. Un an plus tard, il a été embauché pour l'orchestre du Théâtre national à Pest.
Là, on a découvert sa voix et on l'a envoyé pour se former avec Giovanni Gentiluomo. Le 14 février 1855, il a fait ses débuts au Théâtre national hongrois dans le rôle de Carlos de l'opéra Ernani. Il a chanté à plusieurs reprises dans les théâtres hongrois et allemands. Il a travaillé à partir de décembre 1855 jusqu'à mars 1856 à la compagnie du théâtre de cour de Darmstadt. Après cela, il est allé à Zagreb et a ensuite travaillé comme heldentenor à Amsterdam à partir d'octobre 1856 jusqu'en juin 1857. Le 31 juillet 1857, il a fait ses débuts à Prague sous la direction de Franz Thomé (de). Il y est resté jusqu'en octobre 1864. La même année, il a signé un engagement à vie au théâtre de la cour de Cassel, mais qui a été rompu après la mort de l'électeur en 1867. De 1867 à 1868, il a chanté au Hoftheater de Dresde, de 1868 à 1871 au théâtre de la cour à Munich. Wagner avait conçu de lui confier le rôle de Siegfried dans son Anneau du Nibelung. Par la suite, il a, cependant, rejeté ce projet.
Eduard Bachmann ne pouvait supporter l'air de Munich. Sa voix s'est détériorée. Il a eu deux fois des attaques de diphtérie. Il a pris sa retraite en 1870 à l'âge de seulement 39 ans.
Il s'est retiré à Carlsbad, où en 1873 et pendant deux ans, la Direction de cette scène, liée au Théâtre allemand de Pilsen, l'a embauché.
Bachmann s'est suicidé le 18 avril 1880 à Carlsbad.